# محیا واحدی
محیا واحدی کمال مددکار اجتماعی، فعال حقوق کودکان، بنیان‌گذار خانهٔ علم دروازه‌غار، عضو هیئت‌مدیرهٔ جمعیت امام علی و زندانی سیاسی اهل ایران است.

## فعالیت‌ها
محیا واحدی، فعال اجتماعی است و از اعضای هئیت‌مدیرهٔ جمعیت امام علی نیز بود. او در سال ۱۳۹۰ خانهٔ علم دروازه‌غار را بنیان گذاشت. واحدی در حوزهٔ حقوق کودکان فعالیت می‌کند و به زنان و کودکان مناطق فرودست یاری می‌رساند. یکی از فعالان حقوق کودک درمورد شخصیت او گفته:
از من نپرس، از بچه‌های روستای مغ سرباز، شیرآباد زاهدان، قلعه‌ساختمان مشهد، از کوچه پس کوچه‌های دروازه‌غار و خاک‌سفید و محله شاپور بپرس محیا واحدی برای آن‌ها چه کرده‌است؟— ایران‌وایر
محیا واحدی همچنین مربی کارگاه کودک جمعیت امام علی نیز بود.

### خانه علم دروازه‌غار
خانه علم دروازه‌غار در سال ۱۳۹۰ توسط محیا واحدی افتتاح شد. این مؤسسه، خانه‌ای برای کودکان کار بود که شامل کلاس‌های نمایشنامه‌خوانی، نقاشی، فوتبال و… بود. محیا واحدی در سال ۱۳۹۵، خانه اشتغال دروازه‌غار را نیز بنیان‌گذاشت که مکانی برای اشتغال زنان حاشیه‌نشین بود و علاوه‌بر فعالیت‌های اقتصادی و کارآفرینی، از زنان حمایت‌های آموزشی، پزشکی، روان‌پزشکی، مددکاری و . . . نیز می‌کرد.

## بازداشت
محیا واحدی در تاریخ ۲۵ دی ۱۴۰۱، توسط نیروهای امنیتی جمهوری اسلامی در محل کارش بازداشت شد و به زندان اوین منتقل شد. همچنین مأموران تعدادی از وسایل شخصی او را ضبط کردند.